# Leon Koczy
Leon Bogusław Koczy ps. Sławomir Zawada (ur. 25 marca 1900 w Strumieniu, zm. 1 września 1981 w Glasgow) – polski historyk, mediewista, archiwista, nauczyciel akademicki, działacz polonijny i publicysta, kapitan Wojska Polskiego, uczeń prof. Kazimierza Tymienieckiego.
Członek założyciel Polskiego Towarzystwa Naukowego na Obczyźnie. Współzałożyciel Instytutu Historycznego im. gen. Sikorskiego w Londynie i kierownik jego oddziału w Glasgow. Jeden z głównych autorów Tek Historycznych (obok gen. Mariana Kukiela).
Zajmował się stosunkami polsko-skandynawskimi za pierwszych Piastów oraz historią wypraw krzyżowych. Przygotował obszerny program dla badań Pomorza. Gromadził akta polskich formacji wojskowych na Zachodzie. Opublikował liczne rozprawy poświęcone dziejom kultury. Wydał tom źródeł z archiwów duńskich, z lat 1526-1572, dotyczących Polski.

## Życiorys
Urodził się 25 marca 1900 w Strumieniu w chłopskiej rodzinie Franciszka i Zuzanny z Kojzarów. W latach 1915–1920 uczył się w seminarium nauczycielskim w Bobrku koło Cieszyna.
Pracował jako nauczyciel w Zabłociu (1920-1923). Studiował historię na Uniwersytecie Poznańskim (1923-1928). Mieszkał przy ul. Wały Wazów 23 w Poznaniu. Podjął pracę w swojej Alma Mater, najpierw jako młodszy, potem jako starszy asystent przy seminarium historii średniowiecznej. W 1929 zdobył stopień naukowy doktora nauk humanistycznych (promotor: prof. Kazimierz Tymieniecki). W latach 1929–1931 studiował w Kopenhadze, Berlinie i Paryżu. Następnie uzyskał habilitację i docenturę (1934).
Mianowany podporucznikiem ze starszeństwem z 1 marca 1923 w korpusie oficerów piechoty. W 1934 pozostawał w ewidencji Powiatowej Komendy Uzupełnień Poznań Miasto. Posiadał przydział do 55 Poznańskiego Pułku Piechoty w Lesznie.
Walczył w kampanii wrześniowej. Został żołnierzem Armii Polskiej na Wschodzie i w stopniu kapitana przebył Bliski Wschód, Palestynę i Egipt. W latach 1942–1945 był redaktorem „Biblioteki Naukowej” i współredaktorem dwóch zeszytów „Kwartalnika Historycznego na Wschodzie”. Pod pseudonimem Sławomir Zawada publikował artykuły i książki (m.in. Wybuch wojny w świetle dokumentów dyplomatycznych, 1942).
Po wojnie przybył ze swym macierzystym oddziałem do Szkocji, gdzie został zdemobilizowany. Został kierownikiem Biblioteki Instytutu Historycznego im. gen. Sikorskiego w Glasgow i zaangażował się w życie tamtejszej społeczności polskiej jako animator życia kulturalnego. Od 1951 był nauczycielem akademickim w Polskim Uniwersytecie Na Obczyźnie w Londynie.
Jeden z głównych (obok prezesa, prof. Bronisława Śliżyńskiego) popularyzatorów nauki i kultury w Kole Przyrodników im. Mikołaja Kopernika w Edynburgu oraz (jako przyjaciel ks. prałata Wincentego Nagi-Drobiny) wielokrotny mistrz ceremonii w realizowaniu doniosłych uroczystości religĳnych i świeckich polskiej diaspory.
Zmarł 1 września 1981 w wieku 81 lat w Glasgow i został tam pochowany.

## Wybrane publikacje
W dorobku publikacyjnym L. Koczego znajdują się m.in.:
- Dzieje miasta Wieruszowa, Poznań: Towarzystwo Miłośników Historji – Wieruszów: Magistrat Miasta 1930.
- Handel Poznania do połowy wieku XVI, Poznań: Poznańskie Towarzystwo Przyjaciół Nauk 1930.
- Rozwój nauk historycznych w Danji po roku 1863, Lwów: z Drukarni Zakładu Narodowego imienia Ossolińskich 1932.
- Związki handlowe Wrocławia z Polską do końca XVI wieku (1936).
- Księga Theudenkusa, Toruń: TNT 1937. Seria: Źródła do dziejów wojny trzynastoletniej t. 1.
- Dzieje handlu polskiego przed rozbiorami, Lwów: Państwowe Wydawnictwo Książek Szkolnych, 1939.
- Bitwa pod Grunwaldem, Jerozolima: Witold Wojciechowski 1942.
- Historia kościoła polskiego (1954).
- Res Polonicae ex Archivo Regni Daniae, coll. Leon Koczy, Romae: Institutum Historicum Polonicum, Romae 1964. Seria: Elementa ad Fontium Editiones 9.
- Uniwersytet Krakowski, Szkocja: Komitet ku Uczczeniu Sześćsetlecia Uniwersytetu Krakowskiego, 1964.
- Jomsburg (1960).
- University of Cracov – documents concerning its origins', The Polish Committee in Scotland for the Commemoration of Poland's Millennium of Christianty 1966.
- Kartki z dziejów polsko-szkockich (1980)
- Kościół w okresie wczesnego średniowiecza, Londyn: Instytut Polski i Muzeum gen. Sikorskiego – Biblioteka w Szkocji 1981.

## Odznaczenia
- Złoty Krzyż Zasługi (11 listopada 1956, przyznany przez Prezydenta RP na uchodźstwie Augusta Zaleskiego)[4].
- Złota odznaka honorowa Koła Lwowian (17 grudnia 1979)[5]

## Życie prywatne
W 1958 ożenił się z Marią Kolabińską.